# Capitán Olimar
Capitán Olimar (キャプテン・オリマー Kyaputen Orimā?) es un personaje ficticio de 1,9 cm de alto, y es el protagonista de la saga de videojuegos Pikmin.

## El Capitán
Proviene del lejano planeta Hocotate, que es un sitio conocido interestelarmente por su buena calidad de vida. El tamaño de Olimar es aproximadamente el de una moneda de cincuenta peniques. No puede respirar oxígeno porque es nocivo para los de su planeta. Su comida favorita son las Zanahorias Pikpik. Su esposa le hizo una sopa justo antes del viaje que desembocaría en el primer juego de Pikmin. A las criaturas del videojuego las llama así por su apariencia similar a un tipo de zanahorias existente en su planeta. Su familia consiste en su esposa, dos hijos y un perro.

## Juegos Pikmin

### Pikmin
En la primera entrega de la saga la nave del Capitán Olimar, El S.S. Dolphin, colisiona con un meteorito y cae en un misterioso y desconocido planeta (la Tierra). Allí descubre a los Pikmin, que tienen tres tipos: los rojos, que son resistentes al fuego, los amarillos, que pueden coger rocas bomba, y los azules, que no se ahogan el agua. Los Pikmin le ayudan a buscar las 30 piezas de su nave que se han diseminado por todo el planeta. Desafortunadamente, no puede estar ahí mucho tiempo porque el sistema de soporte vital de su traje solo puede mantenerle 30 días aislado del oxígeno (es mortal para él).Cuando lo consigue, se despide de los Pikmin, pero se alegra de que ahora sepan luchar solos.

### Pikmin 2
Al volver a su planeta, Hocotate, el presidente de la empresa para la que trabaja Olimar (Hocotate S.L) le comunica que la empresa tiene una deuda muy grande debido a que Luis, el nuevo empleado, se topó con un voraz conejo espacial que devoró todo el cargamento de zanahorias doradas Pikpik( En realidad fue Luis). Lo único que pudieron vender fue la nave de Olimar, y la deuda se quedó en 10.100 pokos. Olimar deja caer una chapa que se había traído del planeta de los Pikmin como recuerdo para su hijo y la nave de la empresa la tasa en 100 pokos, según ella, más que el sueldo de un año. Así la deuda se queda en 10 000 pokos. El presidente se da cuenta de que en el planeta de los Pikmin hay objetos que pueden ayudarles a pagar la deuda, así que envía a Olimar y a Luis allí. Explorando, Olimar descubre que los Pikmin amarillos saltan más alto que los demás Pikmin y que son resistentes a la electricidad, además también descubre 2 nuevas especies de Pikmin: El morado, que es más lento que los otros Pikmin y puede coger objetos que pesan 10 Pikmin y el blanco, que es más rápido que los otros Pikmin, puede ver lo que hay debajo de la tierra, es resistente al veneno y es venenoso.  Cuando Olimar y Luis logran pagar la deuda, se van de vuelta a Hocotate, pero Olimar se da cuenta de que Luis no está. Cuando Olimar llega a Hocotate, después de una conversación con el presidente, el presidente también se da cuenta de que Luis no está y, junto a Olimar, vuelven al planeta para rescatarlo y conseguir todos los tesoros. Una vez consiguen todos los tesoros y rescatan a Luis, vuelven a Hocotate.

### Pikmin 3
Mientras ocurren los sucesos de Pikmin 3, el capitán Olimar y Luis renuncian a sus vacaciones para volver al planeta de los Pikmin en busca de tesoros, pero sufren un accidente y la nave se rompe. Mientras exploran va dejando apuntes que más tarde encontrará la tripulación de la S.S. Drake(los protagonistas), también encuentra la llave turbolumínica, se la lleva como recuerdo para su hijo y en el camino descubre que los Pikmin rojos son más fuertes que el resto y que los Pikmin amarillos producen electricidad y cavan mejor que el resto de los Pikmin (exceptuando el blanco), también descubre 2 clases nuevas de Pikmin: los pétreos,  que pueden romper cuarzo y son más resistentes que el resto, y los alados, que pueden volar y no son tan fuertes. En una zona separada del resto de la tierra del planeta por el mar (no se sabe cómo llegó allí) encuentra una masa dorada y piensa que es un tesoro, pero resulta que era una criatura que se podía transformar en cualquier cosa. La masa dorada se "come" a Olimar y por la noche lo escupe, al día siguiente pasa lo mismo, y al día siguiente, y al siguiente... Hasta que la tripulación de la S. S. Drake lo rescata. Olimar les entrega la llave turbolumínica, se reúne con Luis, al que había perdido por el camino, y regresa a Hocotate en la S.S.Drake.

### Hey! Pikmin
En Hey! Pikmin el capitán Olimar, tras recuperar la Dolphin, ahora mejorada, está tranquilamente trabajando cuando entra en un cinturón de asteroides y se choca con uno de ellos, cayendo así en un planeta desconocido. Su nave ha perdido mucho Lustronio, que sirve de combustible para ella. Olimar tiene que recuperar 30.000 unidades de lustronio, pero encuentra Pikmin que le ayudan a conseguir las 30.000 unidades. Cuando lo consigue, el casco de la nave se da cuenta de que falta una pieza importante de la nave. Olimar explora todo el planeta, logra recuperar la pieza y se va de vuelta a Hocotate.

## Otros juegos

### Mario & Luigi: Superstar Saga
iba a aparecer como cameo en Mario & Luigi: Superstar Saga, al igual que otros personajes de Nintendo. Durante una aparición del alocado Profesor E. Gadd, Olimar surge y habla como lo hace en sus libros de bitácora.

### Super Smash Bros. Melee
Si tienes una partida de Pikmin guardada en tu Memory Card obtendrás el trofeo de Olimar en el juego Super Smash Bros. Melee.

### Super Smash Bros. Brawl
Olimar fue anunciado en el portal oficial del videojuego como un nuevo jugador a elegir junto con los Pikmin para el juego Super Smash Bros. Brawl, su forma de luchar es especial ya que debe extraer constantemente Pikmins del suelo o golpear con la dolphin. En el Emisario Subespacial, Olimar fue salvado por Captain Falcon de un R.O.B. malvado debido a la ayuda de los Pikmin. Su Smash Final es cuando se va con su nave dejando a los enemigos que los devoren los monstruos.

### Super Smash Bros 3ds & Wii U
Olimar apareció por segunda vez en la saga Super Smash Bros. como personaje jugable pero esta vez con tres Pikmin coexistentes al mismo tiempo. Alph aparece como 4 paletas de Olimar y no cambia sus movimientos.

### Super Smash Bros. Ultimate
Olimar aparece como personaje jugable por tercera vez con todos sus  pikmin y es por primera vez uno de los personajes secretos.
- Datos: Q2745804
- Multimedia: Captain Olimar / Q2745804